# Timbres de France 2001
Cet article recense les timbres de France émis en 2001 par La Poste.

## Généralités

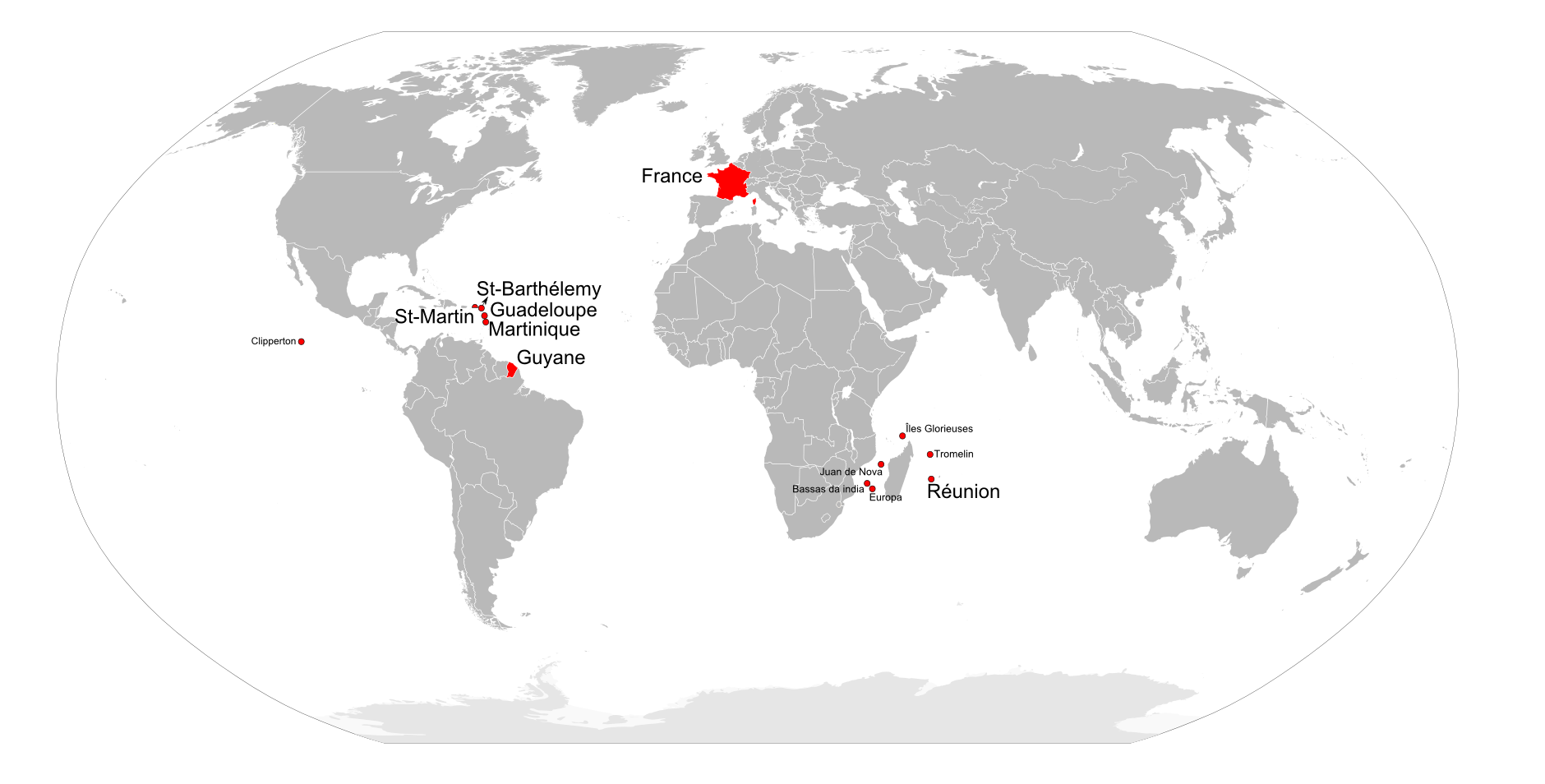
Lieu d'utilisation des timbres de France. Pour les territoires inhabités, l'utilisation est théorique, mais possible par les missions militaires et scientifiques.

Les émissions portent la mention « RF La Poste 2001 » (pour République française / autorité émettrice / année) en contravention avec les recommandations de l'Union postale universelle sur la présence en alphabet latin et en entier du nom du pays. 
Ces timbres sont en usage sur le courrier au départ de la France métropolitaine, de la Corse et des quatre départements d'outre-mer (Guadeloupe, Guyane, Martinique et Réunion).
Comme depuis le milieu de l'année 1999, la valeur faciale libellée en franc français (FRF, et ce, pour la dernière année) et en euro (€) qui doit circuler sous forme fiduciaire le 1er janvier 2002. Contrairement aux années précédentes, les deux valeurs sont imprimées de la même taille.
Les timbres de France sont en usage en France métropolitaine, en Corse et dans les quatre départements d'outre-mer (Guadeloupe, Guyane, Martinique et Réunion).
Le programme philatélique de France pour 2001 a été fixé par des arrêtés du ministère de l'Industrie et appliqué par le Service national du timbre-poste et de la philatélie (SNTP). Les timbres sont imprimés par l'Imprimerie des timbres-poste et valeurs fiduciaires, près de Périgueux, qui est signifié sur les timbres par le sigle ITVF imprimé en dessous de l'illustration.

### Tarifs
Jusqu'au 31 décembre 2001, sont appliqués les tarifs postaux en francs du 18 mars 1996, simplement converti en euro le 1er janvier 2002 et en vigueur jusqu'au 1er juin 2003. Voici les tarifs qui pouvaient être réalisés avec un seul timbre, un bloc ou carnet entier émis en 2001 (« Marianne » entre parenthèses signale que seul un timbre d'usage courant couvre le tarif) :
Tarifs intérieurs :
- 2,70 FRF : écopli de moins de 20 grammes
- 3 FRF ou timbre à validité permanente rouge : lettre de moins de 20 grammes
- 3,50 FRF (Marianne) : écopli de 20 à 50 grammes
- 4,20 FRF (Marianne) :  écopli de 50 à 100 grammes
- 4,50 FRF : lettre de 20 à 50 grammes
- 6,70 FRF : lettre de 50 à 100 grammes

Tarifs pour l'étranger :
- 3 FRF : lettre de moins de 20 grammes vers la zone 1 (Europe occidentale)
- 3,80 FRF : lettre de moins de 20 grammes vers la zone 2 (reste de l'Europe orientale, Algérie, Maroc et Tunisie)
- 4,40 FRF : lettre de moins de 20 grammes vers la zone 4 (Amériques du Nord et centrale, Proche- et Moyen-Orient et Asie centrale)
- 10 FRF : lettre du 3e échelon de poids vers la zone 2
- 15 FRF : lettre du 3e échelon de poids vers la zone 6 (Océanie)

### Ventes
Les six timbres commémoratifs de feuille émis en 2001 les plus vendus ont été (sans tenir compte des blocs et carnets, d'après chiffres de vente connus au moment de l'édition 2005-2006 du catalogue Dallay) :
- 2,70 FRF Écureuil : environ 43,1 millions d'exemplaires,
- 3 FRF Gaston Lagaffe : 15 millions,
- 4,50 FRF Hermine : 14,9 millions,
- 3 FRF Demain l'euro : 14,37 millions,
- 3 FRF Championnat du monde de handball : 13 millions,
- 3 FRF Liberté d'association : 13 millions également.

Les timbres de 2,70 FRF (écopli de moins de 20 grammes) et 3 FRF (lettre simple de moins de 20 grammes) restent les plus vendus. Parmi les autres timbres de 3 FRF correspondant au tarif le plus courant, trois timbres dépassent les 12 millions d'exemplaires vendus, six les 10 millions, cinq les 9 millions, huit les 7 millions, quatre les 6 millions, un les 5 millions. Le timbre à surtaxe « Croix-Rouge » atteint 1,21 million d'unités.
Pour les tarifs supérieurs, deux 4,50 FRF (lettre simple de 20 à 50 grammes) dépassent les 7 millions d'exemplaires : le timbre à message « Oui ! » et l'« hermine » de l'émission Nature de France qui se place dans les meilleures ventes de 2001. Les autres timbres aux tarifs supérieurs ou pour l'étranger se vendent entre 3 et 5,5 millions d'exemplaires.
La majorité des carnets et des blocs sont vendus entre 700 000 et 2 millions d'exemplaires, voire 3 millions pour le carnet de vœux de fin d'année. Les deux blocs de la série Le Siècle au fil du timbre dépassent les 5 millions d'exemplaires. En cumulant les nombres de vente des timbres de feuille avec les timbres de carnet ou bloc, certaines émissions multi-formes atteignent quelques dizaines de millions d'exemplaires individuels écoulés :
- Nature de France - Animaux des bois : 85,46 millions de timbres au total,
- Personnages célèbres - Artistes de la chanson : 58,15 millions,
- Bonne année - Meilleurs vœux : 50,14 millions.

Pour mémoire et source, voici les chiffres approximatifs de vente d'après Dallay Timbres de France 2005-2006 (M = millions).
Timbres tarifs France :
- 2,70 FRF :
  - Nature de France : écureuil : 43,1 M

- 3 FRF  :
  - Championnat du monde de handball : 13 M
  - Fête du timbre - Gaston Lagaffe (feuille) : 15 M
  - Cœur de Christian Lacroix : 12,45 M
  - C'est une fille : 9,3 M
  - C'est un garçon : 9,4 M
  - Merci : ?
  - Nogent-le-Rotrou - Eure-et-Loir : 7,56 M
  - Besançon - Doubs : 10,15 M
  - Europa - l'eau, richesse naturelle : 12,4 M
  - Personnages célèbres (Barbara) : 7,74 M
  - Personnages célèbres (Michel Berger) : 7,75 M
  - Personnages célèbres (Dalida) : 10,16 M
  - Personnages célèbres (Léo Ferré) : 7,6 M
  - Personnages célèbres (Claude François) : 10,625 M
  - Personnages célèbres (Serge Gainsbourg) : 7,8 M
  - Le Vieux Lyon - Rhône : 7,7 M
  - Tours - 74e congrès de la FFAP : 7,3 M
  - Jean Vilar 1912-1971 : 7,5 M
  - Vacances : 9,72 M
  - Calais - Pas de Calais : 6,5 M
  - Nature de France (chevreuil) : 10,9 M
  - Nature de France (hérisson) : 10,75 M
  - Demain l'euro : 14,37 M
  - Château de Grignan : 7,7 M
  - Liberté d'association : 13 M
  - Val-de-Reuil : 6,88 M
  - Halloween : ?
  - Albert Decaris : 6,76 M
  - Bonne année : 9,9 M
  - Meilleurs vœux : 10 M
  - Jacques Chaban-Delmas : 6,7 M
  - Croix-Rouge : 1,21 M
  - Jean Pierre-Bloch : 5,1 M
  - Fontaine Nejjarine : 9,33 M

- 4,50 FRF : 
  - Oui ! : 7,47 M
  - Nature de France (hermine) : 14,9 M
  - Albert Caquot : 4,37 M
  - Convention de Genève relative aux réfugiés : 4,3 M
  - Pierre de Fermat : 5,23 M

- 6,70 FRF :
  - Pieter Brueghel l'Ancien : 5,43 M
  - Hôtel des chevaliers de Saint-Jean-de-Jérusalem : 4,5 M
  - Henri de Toulouse-Lautrec : 4,95 M
  - Johan Barthold Jongkind : 4,5 M

Timbres tarifs pour l'étranger :
- 3,80 FRF : 
  - Fontaine Wallace : 3,7 M

- 4,40 FRF : 
  - Les jardins de Versailles : 4,42 M

Blocs et carnets :
- - Fête du timbre - Gaston Lagaffe (bloc d'un timbre) : 1,3 M
  - Idem (carnet de 10) : 916 000
  - Cœur de Christian Lacroix (bloc de 5) : 1,676 M
  - Le Siècle au fil du timbre - communication (bloc de 10) : 5,92 M (59,2 M de timbres)
  - Personnages célèbres (bloc de 6) : 1,14 M
  - Vacances (carnet de dix) : 2,109 M
  - Nature de France (bloc de 4) : 1,45 M
  - Collection Jeunesse (bloc de 10) : 1,962 M (19,62 M de timbres)
  - Le Siècle au fil du timbre : sciences (bloc de 10) : 5,2 M (52 M de timbres)
  - Halloween (bloc de 5) : 1,396 M
  - Bonne année - Meilleurs vœux (carnet de 10) : 3 M
  - Les couleurs de Marianne en francs - monnaie (bloc de 7) : 792 000
  - Les couleurs de Marianne en francs - lettre (bloc de 8) : 760 000
  - Croix-Rouge (carnet de 10) : 770 000

Totaux émissions multi-formes (nombre de timbres individuels) :
- - Fête du timbre : 23,6 M
  - Cœur de Christian Lacroix : 20,83 M
  - Personnages célèbres - artistes de la chanson : 58,15 M
  - Vacances : 30,81 M
  - Nature de France - Animaux des bois : 85,46 M
  - Halloween : ?
  - Bonne année - Meilleurs vœux : 50,14 M
  - Les couleurs de Marianne en francs : 11,624 M
  - Croix-Rouge : 8,91 M

## Légende
Pour chaque timbre, le texte rapporte les informations suivantes :
- date d'émission, valeur faciale et description,
- formes de vente,
- artistes concepteurs et genèse du projet,
- manifestation premier jour,
- date de retrait, tirage et chiffres de vente,

ainsi que les informations utiles pour une émission donnée.

## Janvier

### Championnat du monde de handball
Le 22 janvier, est émis un timbre de 3 FRF (0,46 €) pour annoncer l'organisation du Championnat du monde de handball masculin en France du 23 janvier au 4 février 2001. Sur le timbre, où la part du blanc est importante, un joueur de handball est montré en position de tir.
Le dessin est signé Raymond Moretti et mis en page par Jean-Paul Cousin. Imprimé en héliogravure, le timbre est conditionné en feuille de quarante exemplaires.
Environ 13 millions de timbres ont été vendus jusqu'au retrait du 14 septembre 2001.

### Fête du timbre: Gaston Lagaffe
Le 26 janvier, pour la Fête du timbre, sont émis un timbre, un carnet et un feuillet d'un timbre dont le héros est le personnage de bande dessinée Gaston Lagaffe. L'illustration commune montre le héros en compagnie de son chat. Le timbre de feuille porte une valeur de 3 FRF (0,46 €). Le carnet comprend cinq exemplaires de ce timbre et trois du timbre à surtaxe au profit de la Croix-Rouge française (3 FRF + 0,60 FRF ou 0,55 €). Ce dernier type est utilisé seul sur un feuillet décoré d'autres personnages de la série : son supérieur Léon Prunelle pleurant le départ de l'homme d'affaires Aimé De Mesmaeker qui jette en l'air le contrat qu'il devait signer, mademoiselle Jeanne en amoureuse éprise de Gaston, le policier Longtarin et la mouette.
Ce sont des dessins d'André Franquin qui servent d'illustration à cette émission imprimée en héliogravure. Les feuilles de timbres dentelés 13½×13 comptent quarante exemplaires. Les timbres de carnet sont dentelés 13½.
L'ensemble des conditionnements sont retirés de la vente le 14 septembre 2001. Il s'est vendu environ 15 millions de timbres de feuille, 916 000 carnets et 1,3 million de feuillets, soit un total de 23,6 millions de timbres individuels.

### Cœur de Christian Lacroix
Le 29 janvier, est émis un timbre de Saint-Valentin de 3 FRF (0,46 €) en forme de cœur et un feuillet de cinq de ces timbres. Le motif ressemble à une broche richement décorée de pierres précieuses sur un fond bleu tacheté de mauve. Le fond du feuillet de cinq timbres voit ceux-ci être posés autour de la boutonnière d'un vêtement de couleur claire.
Le timbre est conçu par le couturier Christian Lacroix. Il est imprimé en héliogravure en feuille de trente exemplaires et en un bloc de cinq. En forme de cœur dans les deux cas, le timbre de feuille est inscrit dans un carré bordé de vert, alors que le timbre de bloc n'est entouré que d'un liseré de bleu.
Les timbres de feuille sont retirés de la vente le 8 mars 2002 après l'écoulement d'environ 12,45 millions d'exemplaires. Retiré le 12 juin 2002, environ 1,676 million de blocs ont été vendus. Environ 20,83 millions de timbres individuels ont donc trouvé preneur.

## Février

### Pieter Brueghel l'Ancien,La Danse des paysans

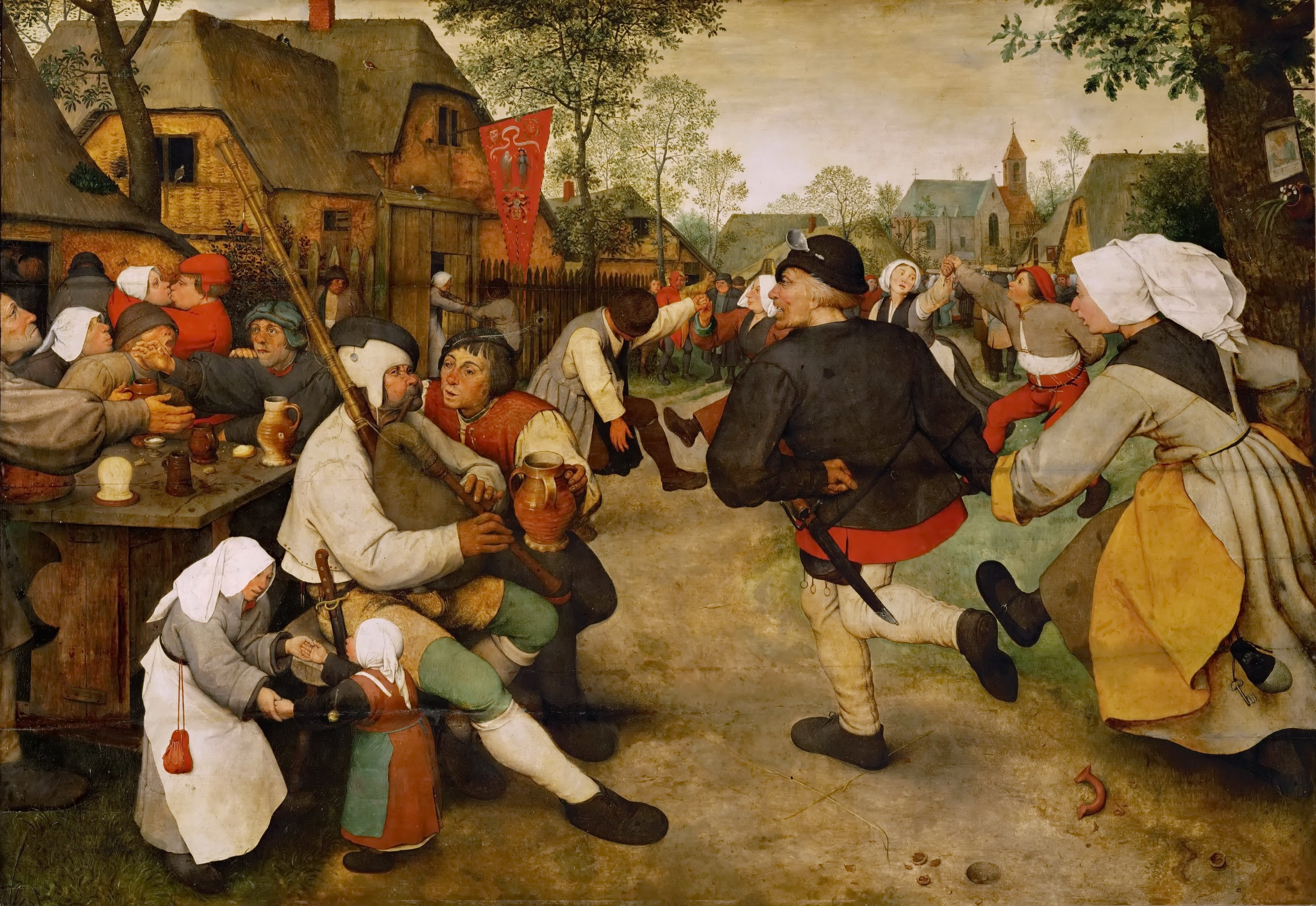
La Danse des paysans.

Le 5 février, est émis un timbre artistique de 6,70 FRF (1,02 €) reproduisant la Danse des paysans, peinture de Pieter Brueghel l'Ancien.
L'œuvre est mise en page par Charles Bridoux et gravée par Claude Jumelet pour être reproduite en taille-douce. Le timbre est conditionné en feuille de trente unités.
Il est retiré de la vente le 14 septembre 2001 et s'est vendu à enivron 5,43 millions d'exemplaires.

## Mars

### Le Siècle au fil du timbre: communication
Le 19 mars, dans la série le Siècle au fil du timbre, est émis un bloc-feuillet de dix timbres de 3 FRF (0,46 €) sur le thème de la communication au XXe siècle. Le public a voté pour les faits et inventions suivants : le disque compact (CD), les émissions de télévision Bonne nuit les petits et Salut les copains, la publicité illustrée par le personnage cinématographique de Jean Mineur et le téléphone portable tenu en main par un bébé sur fond de globe terrestre.
Le feuillet de dix timbres (cinq dispersés et cinq en bande en bas) est mis en page par Bruno Ghiringhelli. Il est imprimé en héliogravure.
Retiré de la vente le 12 décembre 2003, environ 5,92 millions de blocs ont été vendus, soit 59,2 millions de timbres individuels.

### C'est une fille - C'est un garçon
Le 26 mars, sont émis deux timbres de 3 FRF (0,46 €) pour annoncer des naissances. « C'est une fille » est à dominante rose et représente un ours en peluche avec un nœud jaune sur la tête ; « C'est un garçon » a pour couleur dominante le bleu et le nœud du nounours est porté autour du cou.
Dessiné par l'agence Dragon rouge, les timbres sont imprimés en héliogravure en feuille de cinquante.
Ils sont retirés de la vente le 8 mars 2002. La version fille s'est vendu à environ 9,3 millions d'exemplaires et à 9,4 millions pour la version garçon.

### Merci - Oui!
Le 26 mars, est émis un timbre de 3 FRF (0,46 €) destiné à adresser des remerciements, et un de 4,50 F (0,69 €) pour répondre « Oui ! ». Sur fond de vert et de jaune, une fleur et un sourire à dominante rouge, orange et mauve porte le mot « merci ». Le timbre « Oui ! », à dominante rose, porte deux cœurs reliés par une flèche, symboles de l'amour.
L'agence Dragon rouge a conçu les deux timbres imprimés en héliogravure en feuille de cinquante unités.
« Oui ! » est retiré de la vente le 8 mars 2002 et environ 7,47 millions d'exemplaires ont été écoulés.

## Avril

### Hôtel des chevaliers de Saint-Jean-de-Jérusalem
Le 23 avril, est émis un timbre artistique de 6,70 FRF (1,02 €) reproduisant une fresque visible dans l'Hôtel des chevaliers de Saint-Jean-de-Jérusalem, à Toulouse. La fresque, découverte lors de fouilles archéologiques préalables à une restauration de l'édifice, représente l'apôtre Jacques face à un ange.
La fresque est mise en page par Nadine Le Quentrec et gravée par André Lavergne d'après une photographie fournie par la Direction régionale des Affaires culturelles (DRAC) de Midi-Pyrénées, dont l'Hôtel des chevaliers de Saint-Jean-de-Jérusalem est le siège. Le timbre de 4,8 × 3,685 cm est imprimé en taille-douce en feuille de trente exemplaires.
La manifestation premier jour a lieu le 21 avril à Toulouse.
Retiré de la vente le 12 avril 2002, il s'est écoulé à environ 4,5 millions d'exemplaires.

### Nogent-le-Rotrou - Eure-et-Loir

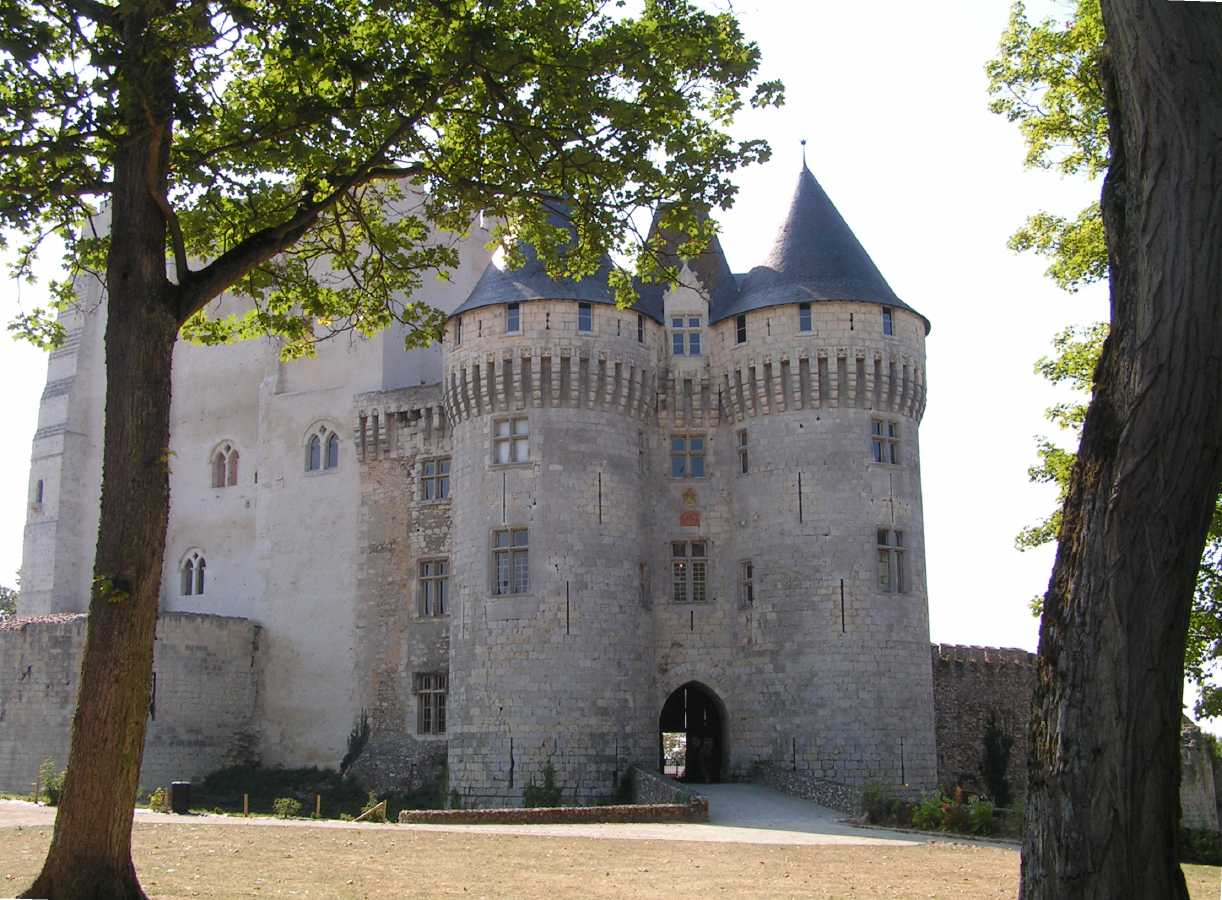
Le château vu du sol.

Le 30 avril, est émis un timbre touristique de 3 FRF (0,46 €) mettant en valeur le château de Nogent-le-Rotrou, dans le département d'Eure-et-Loir. L'illustration en est aérienne.
Le timbre est dessiné par Jean-Paul Véret-Lemarinier et gravé par Jacky Larrivière. Imprimé en offset et taille-douce, il est conditionné en feuille de quarante.
Environ 7,56 millions d'exemplaires ont été vendus jusqu'au retrait du 8 mars 2002.

## Mai

### Besançon - Doubs

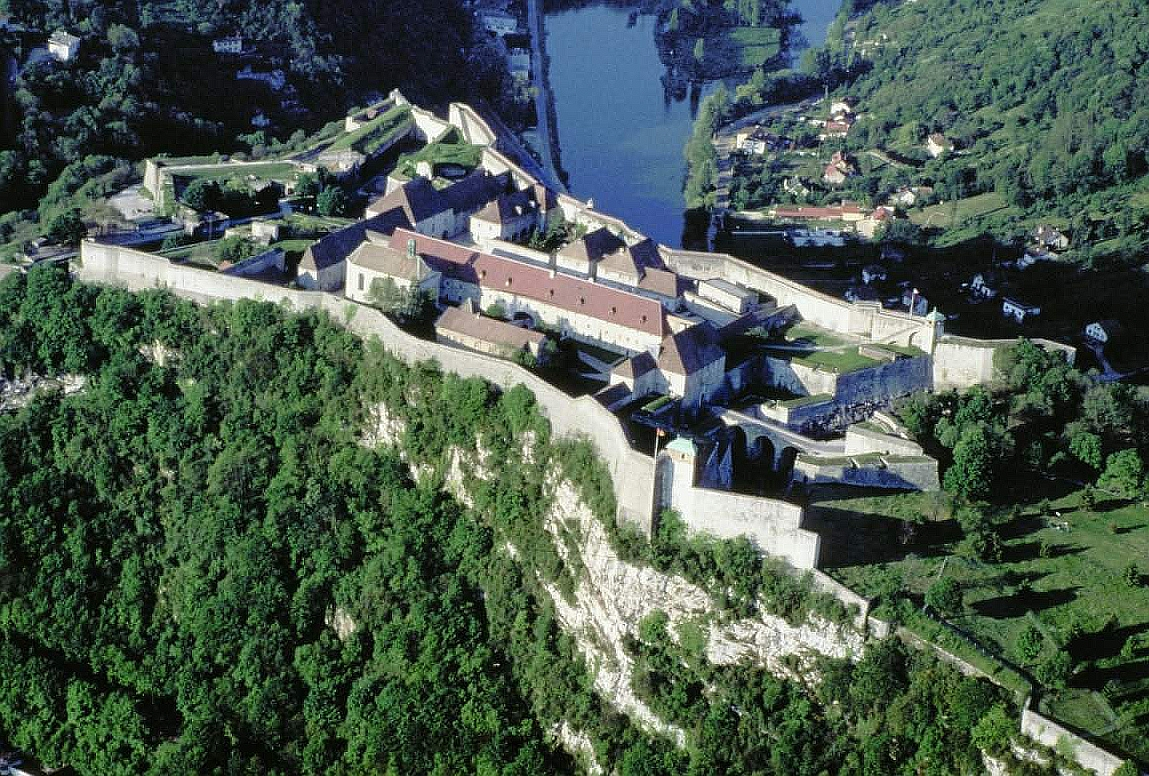
Photographie aérienne de la Citadelle de Besançon dans une perspective proche de celle du timbre.

Le 7 mai, est émis un timbre touristique de 3 FRF (0,46 €) sur la ville de Besançon, dans le Doubs. Ont été choisis pour la représenter la citadelle de Vauban et la fontaine des Dames de la rue Charles Nodier.
Le dessin de la citadelle et de la fontaine sculptée par Luc Breton au XVIIIe siècle est signé de Jean-Paul Cousin et gravé par Pierre Albuisson. Imprimé en taille-douce, le timbre est conditionné en feuille de cinquante exemplaires.
La manifestation premier jour a lieu le 5 mai à Besançon. Le cachet premier jour de Jean-Paul Cousin représente la Porte Rivvotte, un autre monument de ville.
Le timbre est retiré de la vente le 8 mars 2002. Il s'est vendu à environ 10,15 millions d'exemplaires.

### Europa: l'eau, richesse naturelle
Le 9 mai, dans le cadre de l'émission Europa, est émis un timbre de 3 FRF (0,46 €) sur le thème commun de l'année : « l'eau, richesse naturelle ». Sur fond bleu, un globe terrestre sur lequel les continents sont colorés d'un arc-en-ciel, est enfermé à l'intérieur d'une goutte d'eau. La date d'émission coïncide avec la journée de l'Europe au sein de l'Union.
Le timbre est dessiné par Élisabeth Maupin et mis en page par Jean-Paul Cousin pour une impression en héliogravure en feuille de cinquante.
Environ 12,4 millions d'unités sont vendus jusqu'au retrait du 8 mars 2002.

### Les jardins de Versailles. Hommage à Le Nôtre.

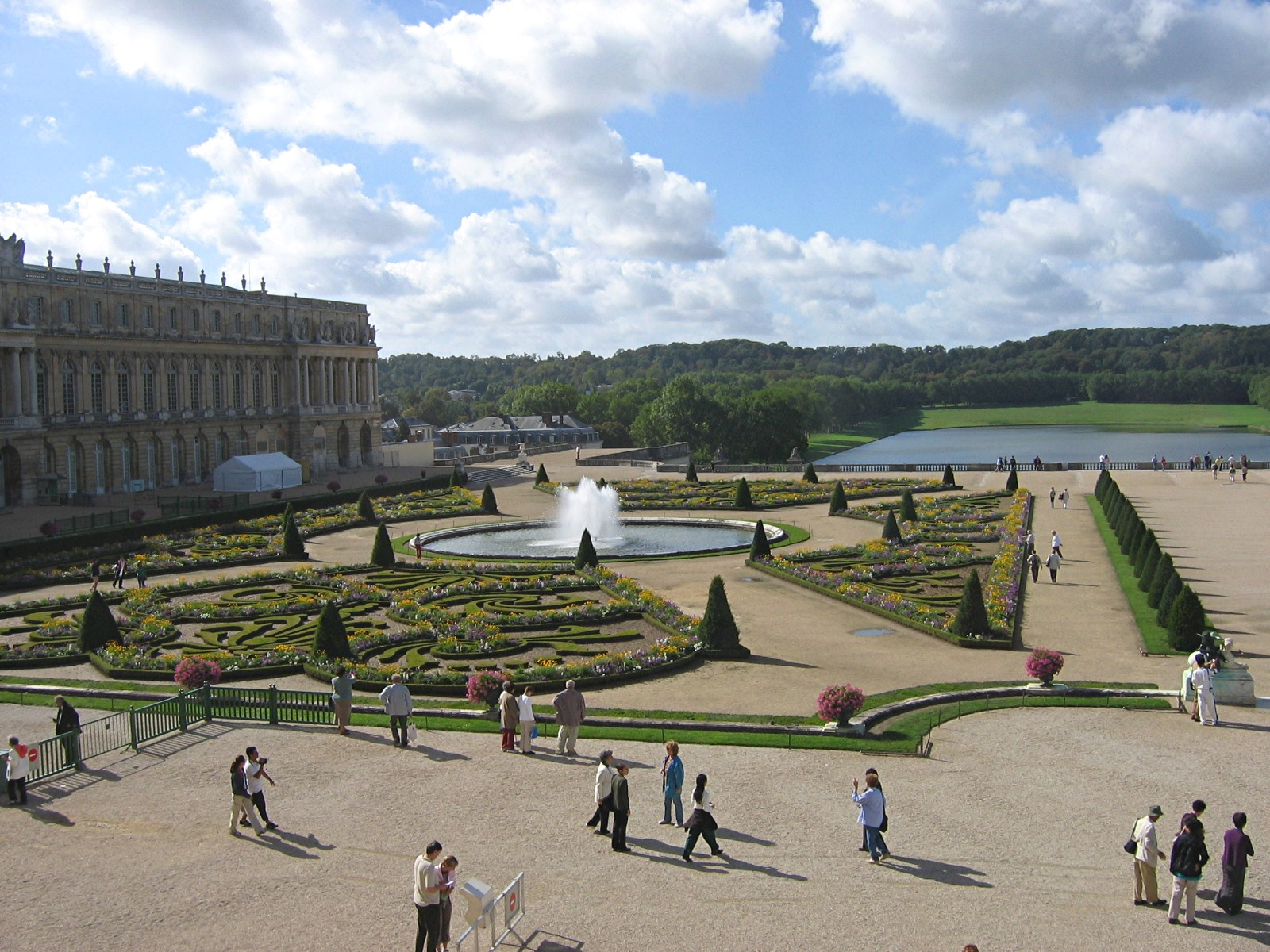
Le Parterre du Midi d'après une vue plus à droite que celle du timbre.

Le 14 mai, est émis un timbre de 4,40 FRF (0,67 €) sur les jardins du château de Versailles dessiné par André Le Nôtre au XVIIe siècle. Le dessin du timbre présente le Parterre du Midi et sa symétrie.
Le timbre est dessiné par Christian Broutin pour une impression en héliogravure en feuille de vingt.
Retiré de la vente le 12 juillet 2002, le timbre s'est écoulé à environ 4,42 millions d'exemplaires.

### Personnages célèbres: artistes de la chanson
Le 21 mai, pour l'émission annuelle Personnages célèbres, sont émis six timbres de 3 FRF (0,46 €) et un bloc-feuillet illustré les reprenant. Les six « artistes de la chanson » choisis sont Barbara, Michel Berger, Dalida, Léo Ferré, Claude François et Serge Gainsbourg. Sur le bloc, les timbres sont disposés en cercle sur le tour d'un disque, avec pour arrière-plan, les lumières des projecteurs d'une salle de concerts. Il est vendu 28 francs dont 10 francs de surtaxe au profit de la Croix-Rouge française.
C'est la première fois depuis 1985 que la série Personnages célèbres n'est pas émise en carnet et c'est la première utilisation du bloc-feuillet illustré pour cette série.
Les photographies des artistes sont mis en page par Aurélie Baras. Les timbres sont imprimés en héliogravure en feuille de cinquante unités et en un bloc illustré de six timbres.
Les timbres de feuille sont retirés de la vente le 12 avril 2002. Ont obtenu le plus succès sont « Claude François » (environ 10,26 millions d'exemplaires) et « Dalida » (10,16 millions) ; les autres timbres ont été vendus entre 7,6 et 7,8 millions d'exemplaires. Environ 1,14 million de blocs sont vendus jusqu'au retrait du 17 mai 2002. En tout, ce sont environ 58,15 millions de timbres individuels  qui ont été vendus.

### Le Vieux Lyon - Rhône

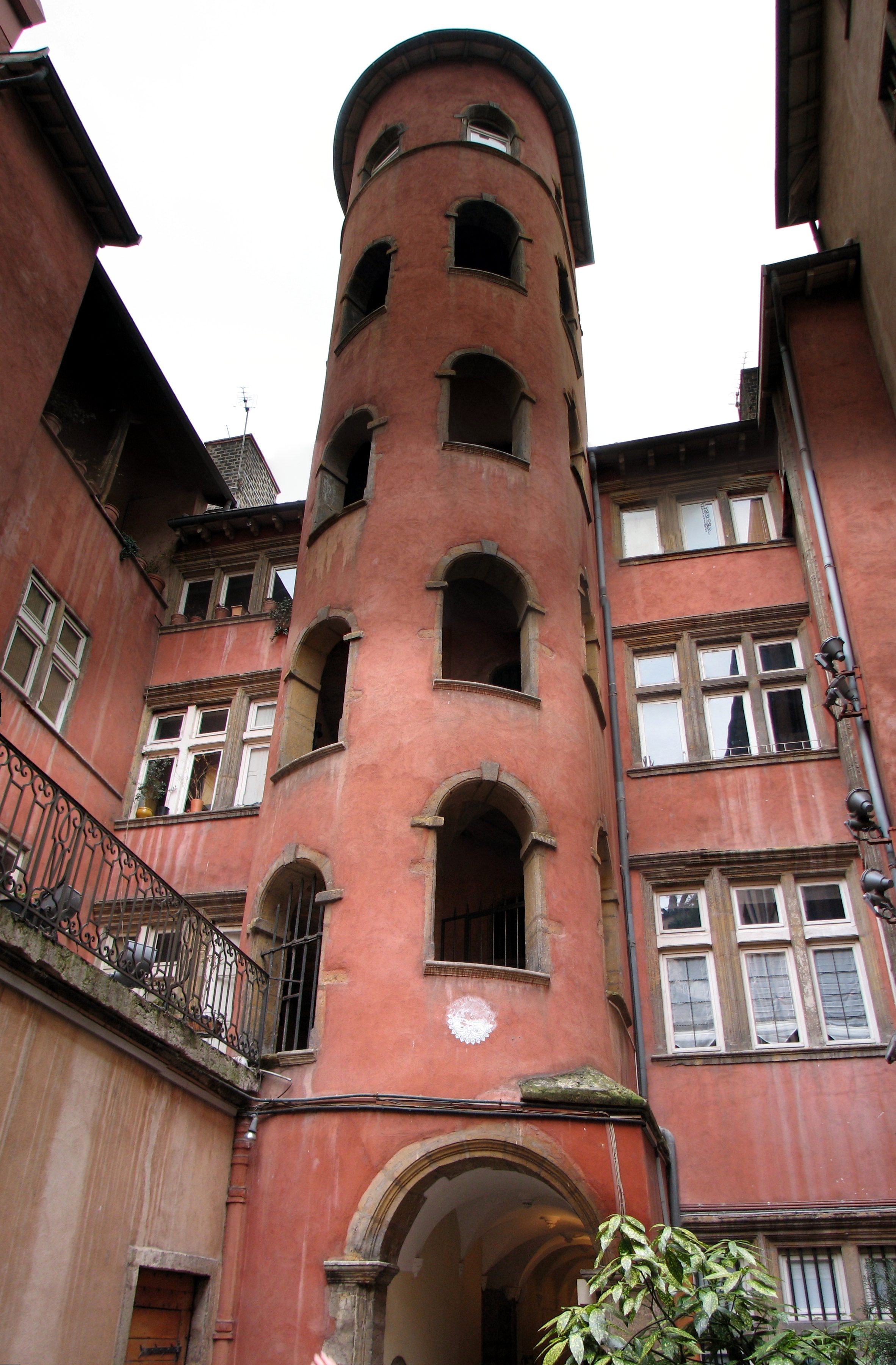
Exemple de cour de traboules du Vieux Lyon.

Le 21 mai, est émis un timbre touristique de 3 FRF (0,46 €) sur le quartier du Vieux Lyon, dans le département du Rhône. Il est classé au patrimoine mondial par l'Unesco. Il se situe sur la rive droite de la Saône à Lyon, au pied de la colline de Fourvière. L'illustration présente une cour intérieure de traboule
Le timbre est dessiné par Ève Luquet et est imprimé en héliogravure en feuille de quarante.
Le retrait de la vente a lieu le 8 mars 2002 après la vente d'environ 7,7 millions de timbres.

## Juin

### Tours:74econgrèsde la FFAP
Le 5 juin, à l'occasion du 74e congrès de la Fédération française des associations philatéliques dans la ville, est émis un timbre de 3 FRF (0,46 €) sur Tours. Y est reproduit la statue Compagnon sur le départ avec sa malle à quatre nœuds réalisé par Jean Bourreau et conservée au musée du Compagnonnage de Tours. À l'arrière-plan, la cathédrale Saint-Gatien domine le pont Wilson sur la Loire.
Le timbre est dessiné et gravé par Raymond Coatantiec pour une impression en taille-douce en feuille de quarante unités.
À la date du retrait le 8 mars 2002, environ 7,3 millions de timbres ont été vendus.

### Jean Vilar 1912-1971

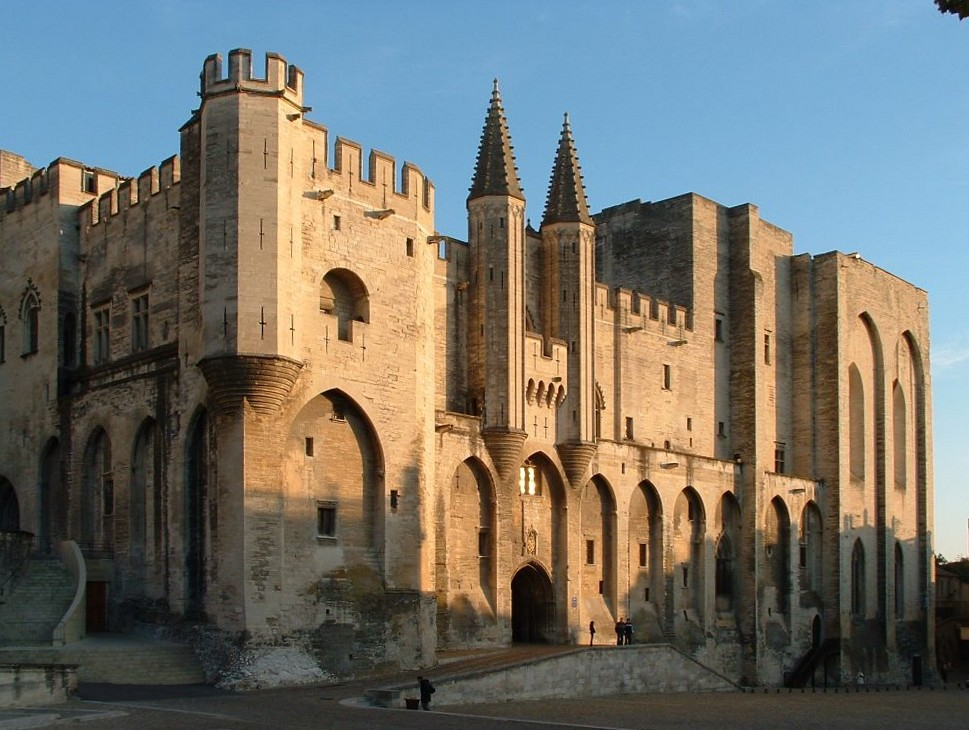
Le Palais des Papes vue dans une perspective proche de celle du timbre.

Le 8 juin, est émis un timbre commémoratif de 3 FRF (0,46 €) pour le trentenaire de la mort de l'homme de théâtre Jean Vilar, créateur du Festival d'Avignon en 1947. Le portrait est placé devant la façade du Palais des Papes d'Avignon.
Dessiné par Marc Taraskoff, le timbre est gravé par Pierre Albuisson. Il est imprimé en offset (le Palais des papes en arrière-plan) et taille-douce (le portrait et les mentions) en feuille de cinquante exemplaires.
Le timbre est retiré de la vente le 8 mars 2002. Il s'est vendu à environ 7,5 millions d'exemplaires.

### Vacances
Le 11 juin, sont émis un timbre de 3 FRF (0,46 €) et un carnet de dix de ces timbres autocollants sur le thème. L'illustration représente une trace de pied nu sur une plage baignée par la vague.
Le timbre est dessiné par Christian Broutin. Il est disponible en feuille de cinquante imprimée en héliogravure et en carnet de dix timbres autocollants imprimé en offset.
Feuilles et carnets sont retirés de la vente le 12 juillet 2002. Environ 9,72 millions de timbres de feuille et 2,109 millions de carnets ont été vendus, soit environ 30,81 millions de timbres individuels.

### Calais - Pas de Calais
Le 18 juin, est émis un timbre touristique de 3 FRF (0,46 €) sur la ville portuaire de Calais. Le premier plan et l'arrière-plan sont dédiés au port : un ferry, des jetées et un phare. Entre les deux plans s'intègre le profil de l'hôtel de ville reconnaissable à son beffroi.
Le timbre est dessiné et gravé par Claude Jumelet pour une impression en taille-douce e feuille de cinquante exemplaires.
Environ 6,5 millions d'exemplaires sont vendus jusqu'au retrait de la vente le 8 mars 2002.

### Nature de France: animaux des bois
Le 19 juin, dans la série Nature de France, sont émis quatre timbres et un bloc illustré les reprenant sur les animaux des bois. Perché sur une branche basse, un écureuil (2,70 FRF - 0,41 €) est observé par un chevreuil (3 FRF - 0,46 €) allongé, tandis qu'un hérisson (3 FRF - 0,46 €) est tapi derrière une pierre. Enfin, une hermine (4,50 FRF - 0,69 €) semble regarder directement l'observateur.
L'illustration est signée Christophe Drochon et la mise en page est réalisée par Anne-Claude Paré. Imprimé en héliogravure, les timbres sont conditionnés en feuille de quarante et en un bloc illustré de quatre timbres différents.
Dès le 12 avril 2002, les deux timbres de 3 FRF sont retirés de la vente (« chevreul » et « hérisson »). Le 13 juin 2003, c'est au tour des deux autres timbres et du bloc. Le timbre « écureuil » au tarif écopli de moins de 20 grammes s'est vendu à environ 43,1 millions d'exemplaires pour 14,9 millions d'« hermine », 10,9 millions de « chevreuil » et 10,75 millions de « hérisson ». 1,45 million de blocs ont trouvé preneur, soit un total d'environ 85,46 millions de timbres individuels.

### Demain l'euro
Le 25 juin, est émis un timbre rond de 3 FRF (0,46 €) pour annoncer l'arrivée de l'euro fiduciaire le 1er janvier 2002. « Demain l'euro » est illustré de la face commune de la pièce d'un euro sur un fond bleu où transparaissent les nombres des valeurs des billets en euro. Les douze étoiles du drapeau européen ponctuent la circonférence intérieure du timbre rond.
La pièce est dessinée par Luc Luycx ; le timbre est mis en page par Éric Fayolle. Rond inscrit dans un carré, il est imprimé en héliogravure en feuille de trente unités.
Environ 14,37 millions d'exemplaires sont vendus jusqu'au retrait du 12 juin 2002.

## Juillet

### Albert Caquot 1881-1976
Le 2 juillet, est émis un timbre de 4,50 FRF (0,69 €) pour le 120e anniversaire de la naissance et le 25e anniversaire de la mort de l'ingénieur Albert Caquot. Son portrait voisine avec deux de ses créations : un ballon captif « saucisse » et le pont de la Caille.
Dessiné et gravé par Claude Andréotto, le timbre est imprimé en taille-douce en feuille de quarante. 
Le retrait de la vente a lieu le 8 mars 2002 après l'écoulement d'environ 4,37 millions d'exemplaires.

### Liberté d'association - Loi du1erjuillet 1901
Le 2 juillet, est émis un timbre commémoratif de 3 FRF (0,46 €) pour le centenaire de la loi du 1er juillet 1901 instituant en France la liberté d'association. Cinq petits personnages, tous différents, assemblent des pièces de puzzle formant l'expression « Liberté d'association » et rappelant la date de la loi.
L'illustration est signée Jean-Paul Cousin. Le timbre est imprimé en héliogravure en feuille de cinquante.
Environ 13 millions de timbres ont été vendus lorsqu'a lieu le retrait du 8 mars 2002.

### Collection Jeunesse: les légendes du rail
Le 7 juillet, dans le cadre de l'émission Collection Jeunesse, est émis un bloc-feuillet de dix timbres de 1,50 FRF (0,23 €) d'illustration différente et consacrés à des « légendes du rail », dix locomotives historiques ou célèbres : l'Autorail panoramique, l'American type 4-4-0, la BB 9200 Capitole, la Be 6/8 Crocodile, la Crampton, l'Eurostar, la Garratt 59, la Mallard, la Pacific 231 Chapelon et la 2C' h2 230 classe P8. Deux timbres constituent l'affranchissement d'une lettre de moins de 20 grammes pour la France.
Les timbres sont dessinés par Jame's Prunier et sont imprimés en héliogravure en un bloc-feuillet de dix timbres différents.
Pendant près de deux ans jusqu'au 13 juin 2003, environ 1,962 million de feuillets ont été vendus.

### Château de Grignan - Drôme
Le 9 juillet, est émis un timbre de 3 FRF (0,46 €) représentant le château de Grignan, connu notamment pour avoir été la résidence de la Madame de Sévigné, ce qui est rappelé par la présence dans le bas du timbre d'une main qui finit d'écrire à la plume le titre du timbre.
L'illustration est signée et gravée par Martin Mörck pour une impression en taille-douce en feuille de cinquante.
Le timbre est vendu jusqu'au 8 mars 2002. Il s'est vendu à environ 7,7 millions d'exemplaires.

### Convention de Genève relative aux réfugiés 1951-2001
Le 30 juillet, est émis un timbre de 4,50 FRF (0,69 €) pour le cinquantenaire de la Convention de Genève relative aux réfugiés, dont est issu le Haut Commissariat des Nations unies pour les réfugiés (HCR) dont le logotype est la seule illustration du timbre.
Le timbre imprimé en héliogravure en feuille de cinquante est mis en page par Sylvie Patte et Tanguy Besset.
Il est retiré de la vente le 8 mars 2002 après l'écoulement d'environ 4,3 millions d'unités.

## Août

### Marianne du 14 juillet légende «RF»
Le 1er août, il est émis dans la série usage courant une nouvelle forme du timbre rouge à validité permanente destiné à l'affranchissement de la lettre de moins de 20 grammes vers la France et l'Europe occidentale. Cette Marianne du 14 juillet porte une nouvelle mention de pays : « RF » en remplacement de « République française ». Cette nouvelle mention figure sur les timbres commémoratifs depuis juillet 1999. Les mentions des artistes et de « La Poste » sont désormais placées ensemble en haut à droite du timbre ; le « RF » en bas à gauche entre le cou de Marianne et le coin de l'illustration. Les autres timbres Marianne du 14 juillet légende « RF » sont émis le 2 janvier 2002 avec le passage à l'euro fiduciaire.
Ce timbre est au type 2 reconnaissable au dessin de l'oreille de l'allégorie : continu sur le type 1, le tour en est discontinu sur le type 2. Seul, le carnet autocollant « Semeuse de Roty » émis le 10 novembre 2003 contient des Marianne du 14 juillet légende « RF » au type 1.
Les timbres au type Marianne du 14 juillet sont dessinés par Ève Luquet et gravés par Claude Jumelet pour une impression en taille-douce en feuille de cent exemplaires, en roulette, en carnets de dix timbres autocollants à prédécoupage latéral ondulé. Par ailleurs, il existe sous la forme de feuillets de timbres dentelés ou autocollants se-tenant à des vignettes personnalisées.
Le timbre est retiré de la vente le 27 mai 2005 après le remplacement de la série par la Marianne des Français.

### Pierre de Fermat 1601-1665
Le 20 août, est émis un timbre commémoratif de 4,50 FRF (0,69 €) pour le tricentenaire de la naissance du juriste et mathématicien Pierre de Fermat. Son portrait voisine avec la reproduction en blanc et orange et en quatre exemplaires de la formule du grand théorème de Fermat : {\displaystyle x^{n}+y^{n}=z^{n}\,\!}. Au pied du timbre, la phrase complète est rappelée : « {\displaystyle x^{n}+y^{n}=z^{n}\,\!} n'a pas de solution pour des entiers {\displaystyle n>2\,\!} ».
Le timbre est dessiné et gravé par André Lavergne. Il est imprimé en taille-douce en feuille de cinquante exemplaires.
Retiré de la vente le 12 avril 2002, il s'en est vendu environ 5,23 millions d'exemplaires.

## Septembre

### Henri de Toulouse-Lautrec,Yvette Guilbert chantant «Linger, Longer, Loo»
Le 10 septembre, est émis un timbre artistique de 6,70 FRF (1,02 €) reproduisant une œuvre d'Henri de Toulouse-Lautrec intitulée Yvette Guilbert chantant « Linger, Longer, Loo », peinte en 1894. La chanteuse a été l'objet de plusieurs créations du peintre.
La peinture est mise en page par Anne-Claude Paré. Le timbre est imprimé en héliogravure en feuille de trente unités.
La manifestation premier jour a lieu le 8 septembre au musée Toulouse-Lautrec à Albi.
Environ 4,95 millions d'exemplaires sont vendus jusqu'au retrait du 17 mai 2002.

### Le Siècle au fil du timbre: sciences
Le 24 septembre, est émis un bloc-feuillet de dix timbres de 3 FRF (0,46 €) illustrés de cinq événements ou inventions scientifiques qui ont marqué la mémoire des participants d'un questionnaire organisé par La Poste auprès du public. Ont été choisis : la pénicilline découverte par Alexander Fleming, la première photographie de l'ADN par Rosalind Franklin, l'invention du laser, l'envoi du premier homme dans l'espace Youri Gagarine et l'invention de la carte à puce par Roland Moreno. Cinq timbres sont dispersés sur le feuillet illustré, entre autres, des photographies d'Albert Einstein tirant la langue, de la radiographie d'une tête, d'un lanceur spatial, d'une campagne de vaccination et d'une souris d'ordinateur. Cinq autres se présentent en une bande horizontale en bas du feuillet.
Les photographies sont mises en page par Bruno Ghiringhelli pour une impression en héliogravure.
Vendu jusqu'au 12 décembre 2003, le bloc s'est vendu à environ 5,2 millions d'exemplaires.

## Octobre

### Val-de-Reuil - Eure
Le 1er octobre, est émis un timbre de 3 FRF (0,46 €) sur l'ancienne ville nouvelle de Val-de-Reuil dans l'Eure, vingt ans après sa constitution en commune sous le nom originel de Le Vaudreuil-Ville Nouvelle. Autour d'un monument contemporain, s'étend un paysage urbain et arboré à l'arrière-plan et les silhouettes d'habitants affairés au premier plan.
L'illustration est signée Louis Briat. Le timbre est imprimé en héliogravure en feuille de vingt.
Environ 6,88 millions d'exemplaires sont vendus jusqu'au retrait du 13 septembre 2002.

### Halloween
Le 22 octobre, est émis un timbre de 3 FRF (0,46 €) et un feuillet de cinq de ces timbres à l'occasion de la fête d'Halloween. Sur un fond mauve, est représentée une citrouille sculptée en forme de visage. Le bloc illustré est formé de neuf cases : cinq pour les timbres et quatre présentant d'autres objets autour de la thématique de cette fête (chauve-souris, potion, sorcière sur son balai et crâne).
Le timbre et le bloc sont réalisés par Sylvie Patte et Tanguy Besset. Imprimés en héliogravure, les timbres de feuille sont conditionnés par trente.
Les timbres de feuille sont vendus jusqu'au 13 juin 2003 et le bloc jusqu'au 7 mai 2004. Environ 1,396 million de blocs sont écoulés, soit 6,98 millions de timbres individuels.

### Albert Decaris 1901-1988
Le 29 octobre, est émis un timbre de 3 FRF (0,46 €) pour le centenaire de la naissance du dessinateur et graveur de timbres Albert Decaris. Il a été réalisé une illustration inspirée de son style : sous un soleil souriant, un Arc de triomphe de l'Étoile anthropomorphe esquisse un pas de danse avec la Tour Eiffel.
Ce timbre est dessiné et gravé par Claude Jumelet pour une impression en taille-douce en feuille de trente exemplaires.
Retiré de la vente le 12 juin 2002, ce timbre est vendu à environ 6,76 millions d'exemplaires.

### Johan Barthold Jongkind,Honfleur à marée basse
Le 29 octobre, est émis un timbre artistique de 6,70 FRF (1,02 €) reproduisant Honfleur à marée basse, une peinture de 1864 de l'artiste néerlandais Johan Barthold Jongkind, considéré comme un des précurseurs de l'impressionnisme.
L'œuvre conservée au musée du Louvre est mise en page par Tanguy Besset. Le timbre est imprimé en offset en feuille de trente.
Le retrait de la vente a lieu le 12 juin 2002 après l'écoulement d'environ 4,5 millions de timbres.

## Novembre
À partir de novembre 2002, les timbres commémoratifs de France portent deux bandes de phosphore destinés au tri automatique du courrier.

### Bonne année - Meilleurs vœux
Le 12 novembre, sont émis deux timbres de fin d'année de 3 FRF (0,46 €) et un carnet de dix timbres autocollants composés de cinq exemplaires des deux timbres. La scène hivernale de « Bonne année » montre deux enfants sculptant un bonhomme de neige. Dans « Meilleurs vœux », ils transportent un arbuste de gui ou de houx dans une brouette.
Les deux timbres sont dessinés par Danièle Bour. Ceux de feuille sont imprimés en héliogravure par cinquante exemplaires ; ceux du carnet sont réalisés en offset.
Retirés le 13 juin 2003, il s'est vendu environ 9,9 millions de timbres « Bonne année » et 10 millions de « Meilleurs vœux », ainsi qu'environ 3 millions de carnets. Au total, 50,14 millions de timbres individuels ont été écoulés.

### Jacques Chaban-Delmas 1915-2000
Le 12 novembre, est émis un timbre de 3 FRF (0,46 €) pour l'anniversaire de la mort de l'homme politique bordelais Jacques Chaban-Delmas.
Le portrait est signé Marc Taraskoff, mis en page par Jean-Paul Cousin et gravé par Jacky Larrivière pour une impression en taille-douce en feuille de cinquante.
Le retrait a lieu le 12 juin 2002 après la vente d'environ 6,7 millions de timbres.

### Les couleurs de Marianne en francs
Le 12 novembre, sont émis deux blocs reprenant l'ensemble des timbres de la série d'usage courant Marianne du 14 juillet dont la valeur faciale est exprimée en franc français avant l'introduction de l'euro fiduciaire le 1er janvier suivant. Le premier bloc comprend sept « valeurs de la monnaie » (0,10 FRF, 0,20 FRF, 0,50 FRF, 1 FRF, 2 FRF, 5 FRF et 10 FRF) ; le second les huit « valeurs de la lettre » (2,70 FRF, le timbre à validité permanente rouge pour la lettre de moins de 20 grammes, 3,50 FRF, 3,80 FRF, 4,20 FRF, 4,40 FRF, 4,50 FRF et 6,70 FRF). Ces timbres sont au type 2 reconnaissable au dessin de l'oreille qui paraît coupée en deux ; leur dentelure est légèrement différente de celle des timbres de feuille habituels.
La Marianne du 14 juillet est une création d'Ève Luquet gravé par Claude Jumelet. Les deux blocs sont mis en page par Jean-Paul Cousin pour une impression en taille-douce.
Les deux blocs sont vendus jusqu'au 13 juin 2003. Environ 792 000 blocs « Les valeurs de la monnaie » (prix : 18,80 FRF) et 760 000 blocs « Les valeurs de la lettre » (prix : 32,80 FRF) sont écoulés.
Le 2 janvier suivant, sont émis les nouveaux timbres Marianne du 14 juillet en euros et comprenant une nouvelle mention de pays : « RF » au lieu de « République française ».

### Croix-Rouge
Le 12 novembre, est émis un timbre de bienfaisance de 3 FRF (0,46 €) plus 0,60 FRF (0,09 €) de don au profit de la Croix-Rouge française. Un Père Noël représenté sous la forme d'une boule décorative de sapin, sourit en direction du lecteur.
Le timbre est conçu par Olivier Mahaut et Grafy'Studio pour une impression en héliogravure en feuille de trente exemplaires dentelés 13½ × 13 et en carnet de dix dentelés 12½ × 13.
L'émission est retirée le 12 juin 2002. Il s'est vendu environ 1,21 million de timbres de feuille et 770 000 carnets, soit environ 8,91 millions de timbres.

### Jean Pierre-Bloch 1905-1999
Le 12 novembre, est émis un timbre de 4,50 FRF (0,69 €) en hommage à Jean Pierre-Bloch, résistant et ancien dirigeant de la Ligue internationale contre le racisme et l'antisémitisme.
Le portrait est dessiné et gravé par Yves Beaujard pour une impression en taille-douce en feuille de cinquante timbres.
Retiré le 12 juin 2002, le timbre s'est vendu à environ 5,1 millions d'exemplaires.

## Décembre

### Fontaine Nejjarine et fontaine Wallace

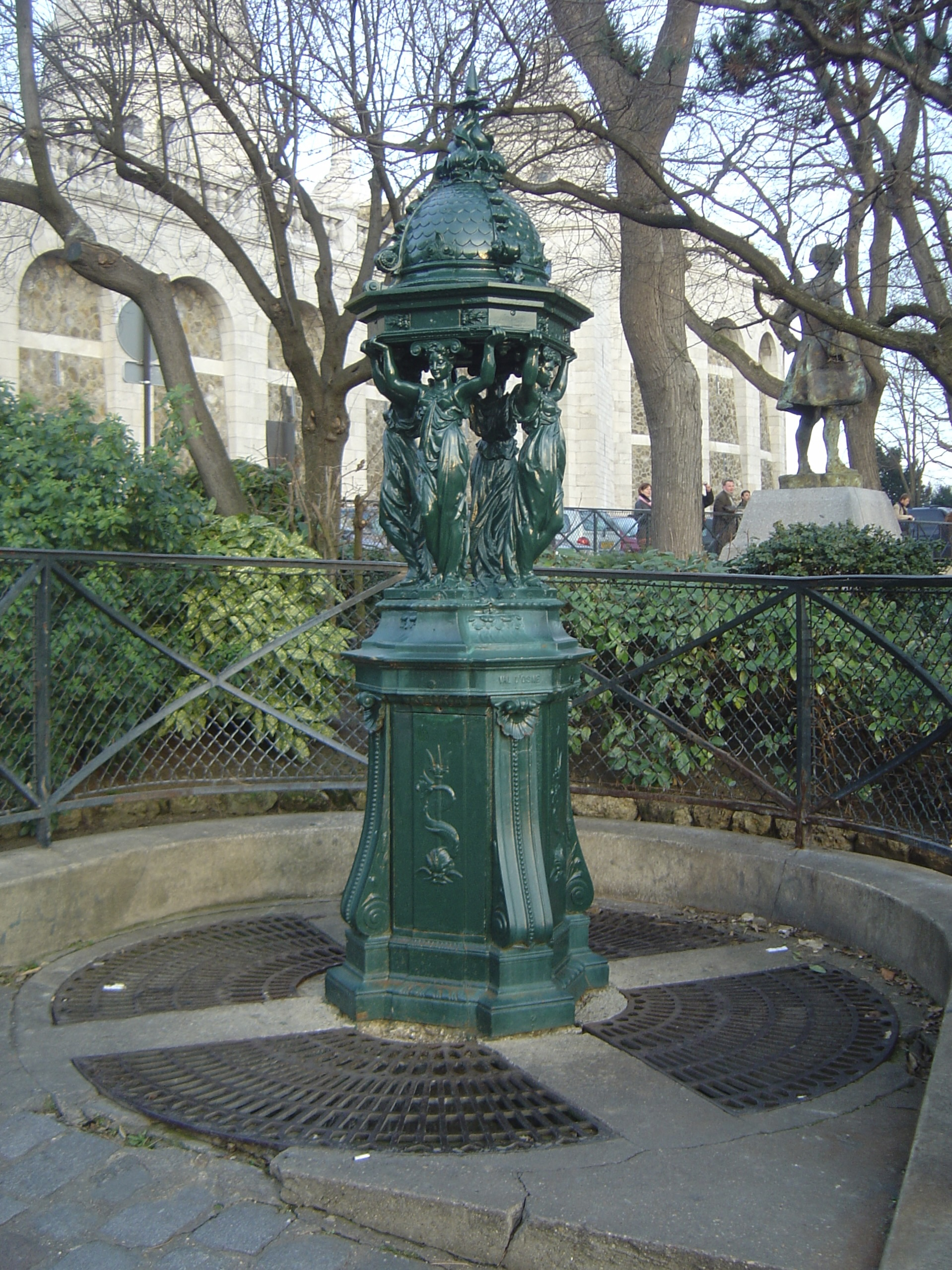
Fontaine Wallace à Montmartre.

Le 17 décembre, dans le cadre d'une émission conjointe avec le Maroc, sont émis deux timbres sur  des fontaines publiques. Le 3 FRF (0,46 €) représente la fontaine Nejjarine de Fès. Sur le 3,80 FRF (0,58 €) est reproduit une fontaine Wallace, type de point d'eau gratuit initié par Richard Wallace pour améliorer l'accès à l'eau dans Paris à la fin du XIXe siècle.
Les deux timbres sont dessinés par Marc Taraskoff et mis en page par l'agence La Rue de Babel pour une impression en héliogravure en feuille de quarante exemplaires.
Retirés le 13 juin 2002, le « Fontaine Nejjarine » s'est vendu à environ 9,33 millions d'exemplaires contre 3,7 millions pour le « Fontaine Wallace » au tarif de la lettre de moins de 20 grammes à destination du Maroc.

### Sources
- Catalogue de cotations de timbres de France, éditions Dallay, 2005-2006, pages 469-476.